# Quartet de corda núm. 2 (Bartók)
El Quartet de corda núm. 2 en la menor de Béla Bartók va ser escrit entre 1915 i octubre de 1917 a Rákoskeresztúr a Hongria. És un dels sis quartets de corda de Bartók.

L'obra consta de tres moviments:
1. Moderato
2. Allegro molto capriccioso
3. Lento

En una carta a André Gertier, Bartók va descriure el primer moviment com en forma sonata, el segon com "una mena de rondó" i el tercer com "difícil de definir", però possiblement una mena de forma ternària. Zoltán Kodály, qui considerava els tres moviments d’aquest quartet com a “episodis de vida”, va percebre una “vida tranquil·la” en el primer moviment, que, malgrat les seves emocions turbulentes, efectivament deixa una impressió de serenitat al final.
L'últim moviment inquietant i intens (Kodály el va sentir com a "patiment") és particularment funerari perquè és tan immòbil com el segon moviment està animat. Els trams llargs són rítmicament estàtics, i les parts que sí que es mouen sovint s'interrompen amb un silenci.
L'obra va estar dedicada al Quartet Waldbauer-Kerpely, que va estrenar la peça el 3 de març de 1918 a Budapest. L'obra es va publicar per primera vegada l'any 1920 per Universal Edition.

## Discografia
| Any  | Intèrpret                  | Segell                       |       |
| ---- | -------------------------- | ---------------------------- | ----- |
| 2019 | Quatuor Ragazze            | Clàssics del canal           | [ 1 ] |
| 1950 | Quartet de corda Juilliard | Sony Classical - 19439831102 |       |
| 1963 | Quartet de corda Juilliard | Sony Classical - 5062312     | [ 2 ] |